# Jumbo (supermarked)
 For alternative betydninger, se Jumbo (flertydig). (Se også artikler, som begynder med Jumbo)
Jumbo er en supermarkedskæde i Holland og Belgien.
Siden 2015 har firmaet været navnesponsor for cykelholdet Team Visma-Lease a Bike. Dette sponsorat stopper ved udgangen af 2024.